# Place d'Arc
Pour les articles homonymes, voir d'Arc et Arc.
Place d'Arc est un centre commercial français situé sur la place Albert-Ier, dans le centre-ville d'Orléans. Il a été inauguré en 1988.

## Histoire
Dans les années 1980, la municipalité d'Orléans envisage la construction d'un centre commercial sur un terrain hébergeant des parkings sauvages et des fondrières. Elle a trois objectifs : « aménager un quartier en déshérence, faire revenir en centre-ville des activités – donc de la taxe professionnelle – qui déjà, fuyaient vers la périphérie, et déplacer le centre de gravité commercial de la ville vers le nord. » Elle présente cet aménagement comme une locomotive commerciale pour la ville, ce qui inquiète alors les petits commerces du centre-ville.
Le maire d'Orléans, Jacques Douffiagues (UDF) inaugure le centre commercial le 27 avril 1988.
Depuis 2012, de nombreux travaux ont été réalisés pour rénover le bâtiment et répondre aux nombreuses normes de sécurité. 
En 2013, la société Carmila investit 2 000 000 € pour mettre en place une liaison entre la gare SNCF d'Orléans et le centre commercial. Cette liaison permet de fluidifier le trafic en créant une nouvelle entrée et un cheminement de la gare vers la ville. La gare routière du réseau TAO, d'une superficie de 7 000 m2, est inclus dans les travaux. Cet investissement comprend la rénovation de la rue Saint-Yves, longeant les voies ferrées et s’inscrit dans un cadre d'embellissement de la ville. La passerelle reliant Place d'Arc à la gare routière du réseau Ulys a été démolie pour des raisons de sécurité

Passerelle Place d'Arc
La passerelle reliant le centre commercial à la gare routière (à droite)
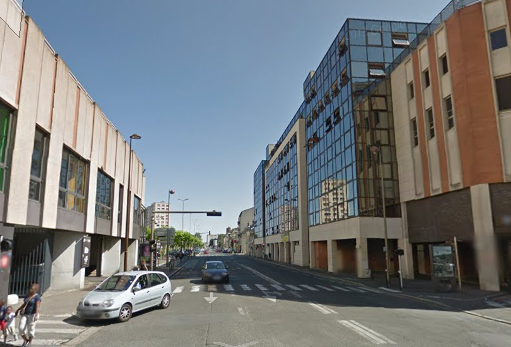
La passerelle a été démolie en 2013.

En mai 2014, huit semaines de travaux et 800 000€ sont investis pour réaménager le parking.
Le 8 octobre 2015, 2 300 000 € sont investis par la société pour rénover la surface au sol, le réseau informatique et le mobilier.
En 2016, le cinéma (UGC puis Pathé), ouvert depuis l'ouverture de Place d'Arc en 1988, ferme ses portes.
Dès septembre 2022, un projet adopté par les élus du conseil municipal prévoit une importante restructuration (dont la suppression de la trémie) du centre commercial d'ici à 2028, coûtant 30 millions d'euros d'investissement,,.

## Urbanisme
En 2012, le centre commercial est agrandi de 1 500 m2 pour atteindre 27 000 m2.
Dans le prolongement des projets d'embellissement de la ville, en 2013 la Mairie d'Orléans aménage un pôle multimodal sous le parvis de la gare qui abrite les bus du réseau TAO. L’objectif est de faciliter le transit entre le train, le tramway et les bus, en passant sous et dans le centre commercial. L’entrée mise en place donne directement sur la galerie commerçante, avec un mur végétalisé qui permet d’embellir la rue. Le centre commercial s'ouvre maintenant sur l'extérieur, et profite du ré-aménagement opéré par la communauté d'agglomération Orléans Val de Loire pour offrir un axe de circulation et d'accès par la gare routière. Place d'Arc devient un point névralgique des transports en commun orléanais en augmentant, au passage, le flux de clients potentiels. 
Le centre commercial est relié à plusieurs moyens de transports : la gare, la gare routière, le tram et deux stations Vélo'+.

## Accessibilité
Le centre commercial dispose de quatre entrées : l’entrée principale située sur la place Albert-Ier, une autre rue Émile-Zola liée à la gare routière par voie piétonnière, un accès direct avec la gare SNCF d'Orléans ainsi qu’une entrée par le parking[pertinence contestée].
Le centre commercial est accessible via :
- Le centre-bus des transports de l'agglomération orléanaise, par les lignes 1, 2, 3, 4, 5, 6, 7, 11, 25, 40, 41, 42, 43, 44 et 45, ainsi que par les navette O et N à l'arrêt Gare d'Orléans[10]
- La gare routière du réseau départemental Ulys, par les lignes 1A, 1B, 1D, 3, 5, 6, 7A, 8, 9, 16, 17, 19, 20, 21 et 99
- La ligne A, à l'arrêt Gare d'Orléans, ou encore la ligne B, à l'arrêt Halmagrand[11]
- La gare SNCF d'Orléans
- En voiture, par les boulevards orléanais, via les autoroutes A10 et A71 aux sorties Orléans-Centre ou Orléans-Nord, la RD2060, sortie Tangentielle-Est ou la RD2020 – Avenue de Paris
- Le service Vélo'+, disposant d'une station à l’entrée du centre commercial avec 20 bornes d'accroche

### Parking
Le centre commercial dispose d'un parking couvert de 750 places, placées sur deux niveaux.

## Commerces
(novembre 2022).
Les magasins de vêtements sont majoritairement représentés : 27 sur 58 enseignes.
Le public visé est varié, malgré tout, le plus grand nombre d’enseignes s’adresse aux femmes et plus particulièrement aux adolescentes (40 enseignes d’habillement, de produits de beauté ou d'accessoires = 70 %). Cette fréquentation adolescente est renforcée par la proximité de trois lycées (Pothier, Jean-Zay et Benjamin-Franklin), la situation géographique et la facilité de l'accès par les bus et la gare. Place d'Arc essaie tout de même d'entretenir une cible familiale grâce aux espaces de jeux pour les enfants, aux places familiales, aux voitures pour enfants, à la nurserie et toutes ses animations mensuelles.

## Économie
Les données économiques concernant Place d'Arc restent très compliqués d'accès pour le grand public.
Le capital de la société Carmila, gérante du centre commercial, est de 300 millions d'euros. Le Groupe Carrefour détient 42 % des parts. Le reste du capital est détenu par des investisseurs institutionnels, dont le fonds Colony lui aussi au capital de Carrefour. 
Georges Plassat, le PDG de Carrefour a assuré que ces investissements « augmente la valeur unitaire de chaque site » : sans les murs des centres commerciaux, « on dévalorise les murs des hypermarchés », a-t-il argumenté, soulignant par ailleurs, que le groupe a « mobilisé peu de cash, près de 200 millions d'euros ».
Pour Jacques Ehrmann, président de Carmila, les centres commerciaux Carrefour s'inscrivent dans un projet national et européen. Un projet de croissance permettrait à Carmila de compléter son portefeuille initial de 2,7 milliards d'euros de centres commerciaux en France, en Espagne et en Italie, par un ensemble de 1,1 milliard d'euros de centres commerciaux régionaux. Il pourrait développer leur relation commerciale avec un grand nombre d’enseignes.
Le centre commercial accueille chaque année 7,8 millions de visiteurs, soit 23 642 visiteurs quotidiens.
La zone de chalandise draine 430 000 personnes par jour.